# Bogd mongóliai kánság
1911. december 29-én a mongolok kikiáltották függetlenségüket a Xinhai forradalmat követően összeomló Csing Birodalomtól. 

## Kialakulása
Teokratikus szuverénként beiktatták a 8. Bogd Gegeen-t, a tibeti buddhizmus legmagasabb tekintélyét Mongóliában, aki felvette a Bogd Khaan vagy "Szent Uralkodó" címet. A Bogd kán volt a mongolok utolsó kánja.
Ezzel beköszöntött a „teokratikus Mongólia” időszak, és a Bogd kán birodalma általában „Bogd Kánság” néven ismert. 

## Függetlenedése
1913. február 2-án a Bogd Kánság mongol lovasságokat küldött, hogy felszabadítsák Belső-Mongóliát Kínából. Az Orosz Birodalom nem volt hajlandó fegyvereket eladni a Bogd Kánságnak, II. Miklós orosz cár pedig „mongol imperializmusról” beszélt. Az egyetlen ország, amely Mongóliát legitim államként ismerte el, Tibet volt, amely egyúttal kikiáltotta függetlenségét Csing dinasztiától. Tibet és Mongólia később baráti szerződést írt alá, és megerősítették a kölcsönös elismerést.

## Diplomáciai manőverezés Mongólia felett
A Bogd kán vezette új kormány megpróbált nemzetközi elismerést kérni, különösen az orosz kormánytól. A cár azonban elutasította a mongol elismerési kérelmet, mivel akkoriban közös orosz birodalmi ambíció volt a közép-ázsiai államok átvétele, és Mongólia további terjeszkedését tervezték. A Bogd Khaan korszak során Kína és Oroszország kormányának álláspontja világos és következetes volt. Kína határozottan kitartott amellett, hogy Mongólia Kína szerves része, és annak is kell maradnia. Az új kínai köztársaság (ideiglenes) alkotmánya tartalmazott egy megalkuvást nem tűrő kijelentést erre vonatkozóan. A Kínai Nemzetgyűlés megválasztásáról szóló törvény rendelkezett Külső-Mongólia küldötteiről. Az orosz birodalmi kormány a maguk részéről elfogadta azt az elvet, hogy Mongóliának formálisan Kína része kell maradnia; Oroszország azonban ugyanilyen eltökélt volt abban, hogy Mongólia olyan jelentős autonóm hatalommal rendelkezik, amely kvázi függetlenné teszi, így elismerték a térség autonómiáját. Az Orosz Birodalom a belső harcok miatt nem tudott eleget tenni az ambíciónak, ami lehetővé tette Oroszország számára, hogy azt állítsa, Mongólia az ő védelme alatt áll. Így 1912-ben Oroszország titkos egyezményt kötött a Japán Birodalommal, amelyben meghatározta befolyási övezeteiket: Dél-Mandzsúria és Belső-Mongólia a japánoké, Észak-Mandzsúria és Külső-Mongólia az oroszoké. Bogd Khaan azt mondta Jüan Si-kajnak, a Kínai Köztársaság elnökének: „Előtted alapítottam meg a saját államunkat, a mongolok és a kínaiak különböző származásúak, a nyelvünk és írásaink különböznek. Ti nem vagytok a mandzsuk leszármazottai, szóval hogyan gondolkodhat Kína a mandzsu utódja?" 
A kínai és orosz ellenkezés ellenére a mongolok fáradhatatlanok voltak abban, hogy függetlenségük nemzetközi elismerését kivívják. Diplomáciai jegyzékeket küldtek a hailari külföldi konzulátusokra; egyik sem válaszolt. Szentpétervárra küldöttség érkezett, melynek célja többek között az volt, hogy felvegye a kapcsolatot a diplomáciai kapcsolatok iránti vágyat kifejező európai nagykövetekkel. Az oroszok nem engedték meg ezeket a kapcsolatokat. Egy későbbi szentpétervári delegáció feljegyzéseket küldött a nyugati nagyköveteknek, amelyben bejelentette Mongólia függetlenségét és egy pánmongol állam megalakulását; megint senki nem válaszolt. A mongolok megpróbáltak delegációt küldeni Japánba, de a harbini japán konzul megakadályozta, hogy továbbhaladjon.
Miközben a nemzetközi elismerés megszerzésére irányuló törekvések folytatódtak, a mongolok és az oroszok tárgyaltak. 1912 végén Oroszország és a mongolok aláírtak egy szerződést, amellyel Oroszország elismerte a mongolok autonómiáját a Kínai Köztársaságon belül; rendelkezett továbbá orosz segítségről egy új mongol hadsereg kiképzésében, valamint orosz kereskedelmi kiváltságokról Mongóliában. Ennek ellenére a szerződés megfelelő mongol változatában a függetlenség kifejezést használták. Mindkét változat értéke azonos; így formálisan elismerték Mongóliát független államként, és elnevezték Nagy Mongol Államnak. 1913-ban Oroszország beleegyezett, hogy Mongóliát fegyverekkel és kétmillió rubel kölcsönnel látja el. 1913-ban Mongólia és Tibet kétoldalú szerződést írt alá, amely független államként ismeri el egymást.
A feszültség csökkentése érdekében az oroszok beleegyeztek abba, hogy több fegyvert és egy második kölcsönt biztosítanak Mongóliának, ezúttal hárommillió rubelben. Oroszország és Mongólia között ezekben a korai években más megállapodások is kötöttek a fegyverekre, katonai oktatókra, távíróra és vasútra vonatkozóan, amelyeket vagy az 1914-es első világháború kitörésével kötöttek meg, vagy csaknem az. 1914 áprilisában Tannu Uriankhai északi régiója formálisan orosz protektorátusként fogadták el.

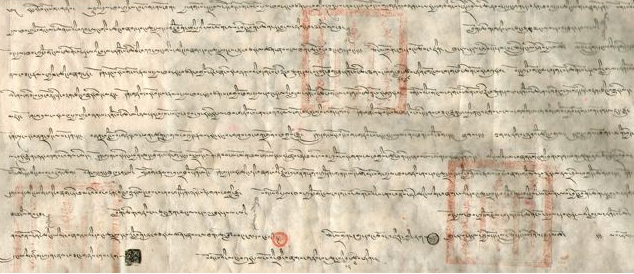
Tibet-Mongol Barátsági Szerződés

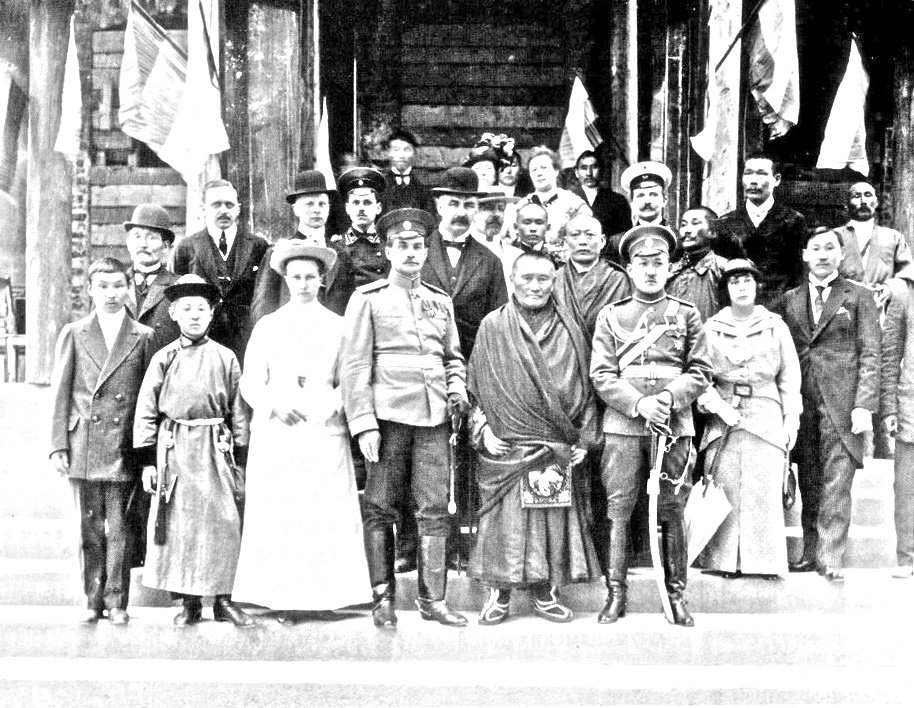
Az 1913-as tibeti-mongol szerződés nemzetközi fogadtatása

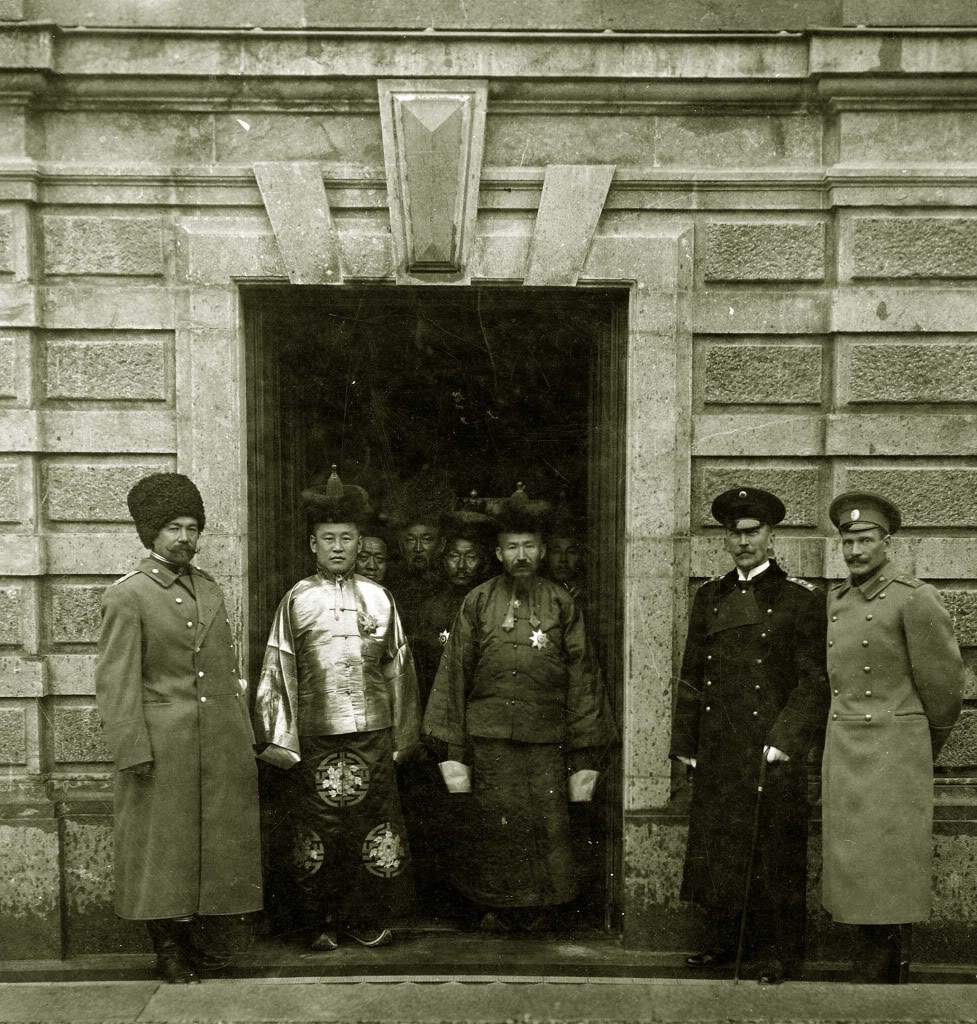
Namnansüren a szentpétervári küldöttségben

## Kjahtai megállapodás (1915)
Háromoldalú konferencia az Orosz Birodalom, a Kínai Köztársaság és a Bogd Khan kormánya között 1914 őszén Kjahtában. A kínaiak minden más, mint homályos, hatástalan szuperhatalmak. A kínaiak arra törekedtek, hogy minimalizálják a mongol autonómiát, ha nem a végét. Az orosz álláspont valahol a kettő között volt. Az eredmény az 1915 júniusában megkötött Kyakhta Szerződés volt, amely elismerte Mongólia autonómiáját a kínai államon belül. Ennek ellenére Külső-Mongólia gyakorlatilag kívül maradt a kínai ellenőrzésen, és az akkori nemzetközi jog szerint megőrizte az állam főbb jellemzőit.
A mongolok katasztrófának tekintették a szerződést, mert megtagadta egy valóban független, teljes egészében mongol állam elismerését. Kína is hasonlóan tekintett a szerződésre, csak azért adta beleegyezését, mert más nemzetközi problémák foglalkoztatták, különösen Japán. A szerződés tartalmazott egy jelentős vonást, amelyet a kínaiaknak később a maguk javára kellett fordítaniuk; főbiztos kinevezésének joga Urgába és helyettes főbiztos kinevezése Uliasztajba, Hovdba és Kjahtába. Ez magas szintű politikai jelenlétet biztosított Mongóliában, amely eddig hiányzott.

## Az orosz befolyás hanyatlása
1913-ban az urgai orosz konzulátus Sine Tol (Új Tükör) címmel folyóiratot kezdett kiadni, amelynek célja az volt, hogy pozitív képet mutasson Oroszországról. Szerkesztője, burját származású tudós és államférfi, Szevén Zsamszaranaj, a politikai és társadalmi változások támogatásának platformjává változtatta. A lámák felháborodtak az első szám miatt, amely tagadta, hogy a világ lapos; egy másik kérdés súlyosan bírálta a mongol nemességet az egyszerű emberek kizsákmányolása miatt. Az oroszok által támogatott reformok részét képező orvosi és állatorvosi szolgáltatások a lámák ellenállásába ütköztek, mivel ez az ő kiváltságuk volt. A mongolok bosszantónak tartották az oroszok erőfeszítéseit a második kölcsön felhasználásának felügyeletére (az oroszok úgy vélték, hogy az elsőt pazarlóan költötték el) és az állami költségvetési rendszer megreformálását. Az 1913-ban kinevezett orosz diplomata, Alekszandr Alekszandrovics Miller rossz választásnak bizonyult, mivel nem tisztelte a legtöbb mongol tisztviselőt, akiket a szélsőségesen alkalmatlannak tartott. A főorosz katonai oktató sikeresen szervezett mongol katonai dandárt. A dandár katonái később a kínai csapatok elleni harcban nyilvánultak meg.
Az 1914-es első világháború kitörése megkövetelte Oroszországtól, hogy energiáit Európába irányítsa. 1915 közepére az orosz katonai pozíció annyira leromlott, hogy az orosz kormánynak nem maradt más választása, mint elhanyagolni ázsiai érdekeit. Kína hamarosan kihasználta az orosz zavaró tényezőket, amelyek drámaian megnövekedtek az 1917-es bolsevik forradalmat követően.

## A kínaiak megpróbálják "újraintegrálni" Mongóliát

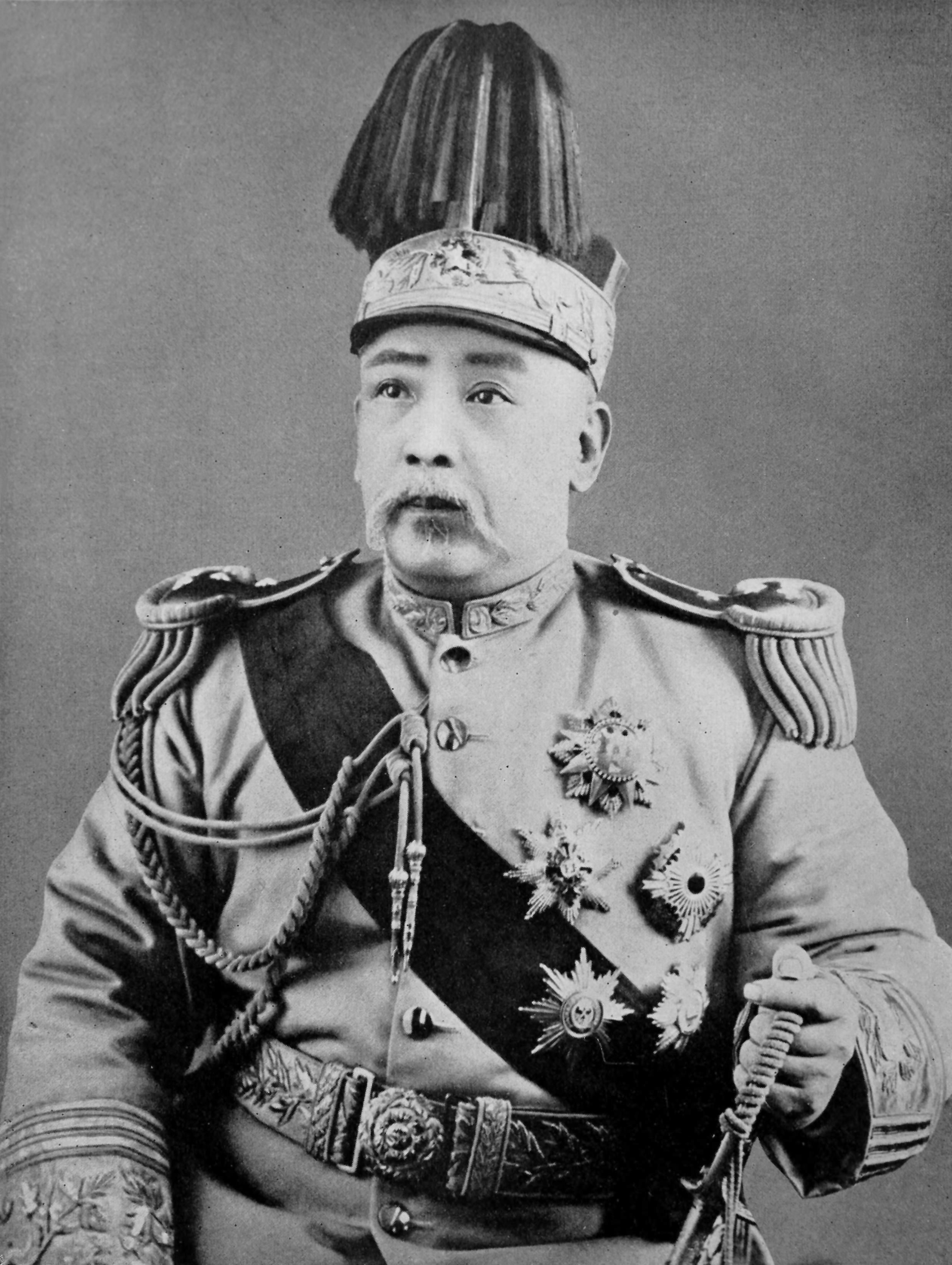
Jüan Si-kaj

1915 decemberében Jüan Si-kaj, a Kínai Köztársaság elnöke ajándékokat küldött Bogd Khaannak és feleségének. Cserébe a Bogd Khaan 30 fős delegációt küldött Pekingbe Jüan ajándékokkal: négy fehér lovat és két tevét (felesége, Ekh Dagina négy fekete lovat és két tevét küldött). A küldöttséget maga Jüan Si-kaj fogadta, akit immár a helyreállított Kínai Birodalom uralkodójának kikiáltottak. A küldöttség 1916. február 10-én találkozott Jüan Si-kajjal. Kínában ezt a hagyományos illetékrendszer kontextusában értelmezték, amikor a kínai uralkodóknak szóló ajándékokkal járó minden missziót a behódolás jelének tekintették. Ezzel kapcsolatban kínai források azt állították, hogy egy évvel később a Bogd Khan beleegyezett, hogy részt vegyen egy beavatási szertartáson – ez egy formális Qing rituálé, amellyel a határ menti nemesek megkapták a birodalmi hivatali kinevezés szabadalmát és pecsétjét; Jüan Kína legmagasabb érdemrendjével tüntette ki; kisebb, de jelentős kitüntetéseket más rangidős mongol hercegek kaptak. Valójában a Kyakhta megállapodás 1914-es megkötése után Jüan Si-kaj táviratot küldött a Bogd Khaannak, amelyben tájékoztatta, hogy megkapta a "Külső-Mongólia Bogd Jevzundamba Khutuktu Khaan" címet, és arany pecsétet és arany pecsétet kap. oklevél. A Bogd Khaan így válaszolt: "Mivel a külső-mongóliai Bogd Jevzundamba Khutuktu Khaan címet az Ikh Juntan már adományozta, nem volt szükség újra adományozni, és mivel nem volt rendelkezés az aranypecsétről és az arany oklevélről a hármasban. megállapodást kötött, kormánya nem volt abban a helyzetben, hogy fogadja őket”. A Bogd Khan már megkapta az említett aranypecsétet, címet és oklevelet a Qing-dinasztia.

## Konklúzió
A néhai Qing-kormány nagyszabású tervbe kezdett, az "Új Politikához", amelynek célja Mongólia és Kína többi részével való nagyobb integrációja volt, és megnyitotta a Han gyarmatosítását és a mezőgazdasági betelepítést. Sok mongol a régi megállapodások megsértésének tekintette ezt a cselekedetet, amikor elismerte a Mandzsu dinasztia tekintélyét, különösen a hagyományos társadalmi rend megőrzését a mongol földeken, és így elkezdték a függetlenség elérését. A Qing-dinasztia 1911-es összeomlása, amelyet a han kínaiak nacionalista hívószavaival hajtottak végre, a Kínai Köztársaság megalakulásához vezetett; később az eredeti koncepciót "Öt faj egy unió alatt" nevezték. Az újonnan alapított kínai állam az összes birodalmi területre igényt tartott, beleértve Mongóliát is. A mongol tisztviselők egyértelműek voltak, hogy alárendeltségük a Qing uralkodónak van, így nem tartoznak hűséggel az új kínai köztársasághoz. Míg néhány belső mongol hajlandóságot mutatott a Kínai Köztársasághoz való csatlakozásra, a külső mongolok Belső-Mongólia egy részével együtt kikiáltották függetlenségüket Kínától. A külső mongolokat báró R.F. fehérorosz csapatai segítették. von Ungern-Sternberg betörései az 1917-es orosz forradalmat követően, a mongol autonómia Xu Shuzheng általi eltörlése 1919-ben újjáélesztette a mongol nemzeti függetlenségi mozgalmat. Két kisebb ellenállási csoport alakult, később a Mongol Néppárt (más néven Mongol Népi Forradalmi Párt) a függetlenségre és a szovjet együttműködésre törekedett.
Azt javasolták, hogy Zhang Zuolin tartománya (a kínai "három keleti tartomány") vegye át Bogda kán és Bodo igazgatása alá Külső-Mongóliát 1922-ben, miután a szovjetbarát mongol kommunisták átvették az irányítást Külső-Mongólia felett.